# Megasema isolata
Megasema isolata är en fjärilsart som beskrevs av Holloway 1976. Megasema isolata ingår i släktet Megasema och familjen nattflyn. Inga underarter finns listade i Catalogue of Life.